# The Brothers Four
The Brothers Four sono un gruppo folk statunitense formato nel 1957 a Seattle (Washington), conosciuto soprattutto per il loro brano Greenfields pubblicato nel 1960. È uno dei gruppi folk statunitensi più longevi con oltre cinquant'anni di attività ininterrotta. Il loro stile è ispirato al folk revival della fine degli cinquanta che aveva nei The Kingston Trio gli esponenti principali.

## Storia
Bob Flick, John Paine, Mike Kirkland, e Dick Foley si incontrarono all'Università di Washington, dove erano membri della confraternita studentesca Phi Gamma Delta nel 1956, da cui l'appellativo "Brothers" (fratelli).
Dopo le prime esibizioni si trasferirono a San Francisco nel 1959, dove incontrarono Mort Lewis, il manager di Dave Brubeck che procurò loro un contratto con la Columbia Records. Il loro secondo singolo Greenfields, pubblicato nel gennaio 1960, si piazzò al secondo posto della classifica di Billboard, ed il primo album, Brothers Four, di fine 1960, entrò nella top 20. Altro brano importanti di questo periodo fu il quarto singolo, The Green Leaves of Summer, tratto dal film con John Wayne La battaglia di Alamo, presentato agli Academy Awards.
Il secondo album, B.M.O.C. /Best Music On/Off Campus, entrò nella top 10. Registrarono il brano tema per la serie televisiva trasmessa dalla ABC Hootenanny, "Hootenanny Saturday Night," nel 1963.
La british invasion e l'ascesa di cantautori folk rock più impegnati come Bob Dylan pose fine a questo iniziale periodo di successo. Il gruppo continuò registrando dischi con un discreto seguito soprattutto in Giappone e nel circuito degli hotel americani.
Il gruppo assieme Jerry Dennon aprì una stazione radio a Seaside, nell'Oregon (la KSWB) nel 1968. La stazione venne venduta nel 1972 ad un gruppo del Montana, poi ad un ministro autoproclamato, ed infine raggruppata in una rete di stazioni.
Il gruppo tentò di ripetere il successo registrando una versione commerciale di Mr. Tambourine Man di Bob Dylan, ma non poterono pubblicare il brano registrato a causa di problemi legati ai diritti. The Byrds, in seguito, ne ripresero l'idea e pubblicarono la loro celebre versione.
Mike Kirkland abbandonò il gruppo nel 1969, e fu rimpiazzato da Mark Pearson, anch'esso alunno della stessa Università mentre nel 1971, al dimissionario Pearson subentrò Bob Haworth, che rimase fino al ritorno di Pearson nel 1989. Dick Foley lasciò nel 1990, al suo posto entrò Terry Lauber.
Nonostante vari cambiamenti di formazione il gruppo è ancora attivo senza però pubblicare nuovo materiale.

## Formazione

### Formazione attuale
- Bob Flick
- Mike McCoy
- Mark Pearson
- Karl Olsen

### Ex componenti
- Mike Kirkland
- Dick Foley
- Bob Haworth
- Tom Coe
- John Paine
- Terry Lauber

## Discografia

### Singoli
- 1959 - Chicka Mucha Hi Di/Darlin' Won't You Wait (Columbia Records, 41461)
- 1960 - Greenfields/Angelique-O (Columbia Records, 41571) U.S. #2,[2] UK #40,[5] NOR #1
- 1960 - My Tani/Ellie Lou (Columbia Records, 41692) US #50
- 1960 - The Green Leaves of Summer/Beautiful Brown Eyes (Columbia Records, 41808) US #65, NOR #10
- 1961 - Hey Hey My Honey/Low Bridge (Columbia Records, S7 31089)
- 1961 - The Lillies Grow High/Ballad of Sam Hill (Columbia Records, S7 31090)
- 1961 - Abilene/Frogg (Columbia Records, S7 31091)
- 1961 - Betty and Dupree/Pastures of Plenty (Columbia Records, S7 31092)
- 1961 - Island Woman/This Land Is Your Land (Columbia Records, S7 31093)
- 1961 - Frogg/Sweet Rosyanne (Columbia Records, 41958) US #32
- 1961 - My Woman Left Me/Nobody Knows (Columbia Records, 42142)
- 1961 - What Child Is This? (Greensleeves)/Christmas Bell (Columbia Records, 3-42235)
- 1962 - Blue Water Line/Summer Days Alone (Columbia Records, 42256) US #68
- 1962 - Darlin' Sporty Jenny/Slowly, Slowly (Columbia Records, 42391)
- 1962 - This Train/Summertime (Columbia Records, 42450)
- 1962 - Five Weeks in a Balloon/Land of the Midnight Sun (Columbia Records, 42507)
- 1962 - The Tavern Song/25 Minutes to Go (Columbia Records, 42586)
- 1963 - Ringing Bells/Welcome Home Sally (Columbia Records, 42756)
- 1963 - 55 Days at Peking/All for the Love of a Girl (Columbia Records, 45787)
- 1963 - Four Strong Winds/John B. Sails (Columbia Records, 42888)
- 1963 - Hootenanny Saturday Night/Across the Sea (Columbia Records, 42927) US #89
- 1964 - Seven Daffodils/San Francisco Bay Blues (Columbia Records, 43025)
- 1964 - Take This Hammer/Little Play Soldier (Columbia Records, 43147)
- 1965 - Somewhere/Turn Around (Columbia Records, 43211)
- 1965 - Come Kiss Me Love/Lazy Harry's (Columbia Records, 43317)
- 1965 - Try to Remember//Sakura (Columbia Records, 43404) US #91
- 1965 - It Was a Very Good Year/Wild Colonial Boy (Columbia Records, 43493)
- 1966 - Ratman and Bobbin in the Clipper Caper/Muleskinner (Columbia Records, 43547)
- 1966 - Nowhere Man/If I Fell (Columbia Records, 43621)
- 1966 - Changes/For Emily, Whenever I May Find Her (Columbia Records, 43825)
- 1966 - I'll Be Home for Christmas/'Twas the Night Before Christmas (Columbia Records, 43919) US #26[6]
- 1967 - All I Need Is You/And Then the Sun Came Down (Columbia Records, 43984)
- 1967 - Ain't No More Cane on the Brazos/Shenandoah (Columbia Records, 44058)
- 1967 - The First Time Ever/Walkin' Backwards Down the Road (Columbia Records, 44175)
- 1967 - Here Today and Gone Tomorrow/No Sad Songs from Me (Columbia Records, 44278)
- 1968 - I'm Falling Down/Sweet Dreans, Sweet Runaway Child (Columbia Records, 44578)
- 1969 - Skip a Rope/Strangest Dream (Columbia Records, 44832)

### Album
- 1960 - The Brothers Four (Columbia Records, CL 1402 / CS 8197) U–S #11
- 1960 - Rally 'Round! (Columbia Records, CL 1479 / CS 8270)
- 1961 - B.M.O.C. (Best Music On/Off Campus) (Columbia Records, CL 1578 / CS 8378) US #4
- 1961 - Roamin' (Columbia Records, CL 1625 / CS 8425)
- 1961 - The Brothers Four Song Book (Columbia Records, CL 1697 / CS 8497) US #71
- 1962 - The Brothers Four's Greatest Hits (Columbia Records, CL 1803 / CS 8603) Raccolta
- 1962 - The Brothers Four in Person (Columbia Records, CL 1828 / CS 8628) US #102
- 1963 - Cross-Country Concert (Columbia Records, CL 1946 / CS 8746) US #81
- 1963 - The Big Folk Hits (Columbia Records, CL 2033 / CS 8833) US #56
- 1964 - Sing of Our Times (Columbia Records, CL 2128 / CS 8928)
- 1964 - More Big Folk Hits (Columbia Records, CL 2213 / CS 9013) US #134
- 1965 - By Special Request (Columbia Records, CL 2271 / CS 9071)
- 1965 - The Honey Wind Blows (Columbia Records, CL 2305 / CS 9105) US #118
- 1965 - Try to Remember (Columbia Records, CL 2379 / CS 9179) US #76
- 1966 - A Beatles Songbook (The Brothers Four Sing Lennon/McCartney) (Columbia Records, CL 2502 / CS 9302) US #97
- 1966 - Merry Christmas (Columbia Records, CL 2568 / CS 9368)
- 1967 - A New World's Records (Columbia Records, CL 2702 / CS 9502)
- 1969 - Let's Get Together (Columbia Records, CS 9818)
- 1969 - Four Strong Winds (Harmony Records, HS 11341)[6]
- 1970 - 1970 (Fantasy Records, 8400)
- 1972 - Great Songs of Our Times (Harmony Records, H 31505)
- 1978 - Now (The Great Northwest Music Company Records, GNW 4002)
- 1980 - Greenfields & Other Gold (22 All-Time Great Folk Hits) (First American Records, FA-7722) 2 LP
- 1981 - New Gold (First American Records, FA-7728)
- 1987 - Silver Anniversary Concert (American Licensing Company, ALC 4800)